# Andrei Korotaev
Andrei Korotaev (în rusă Андрей Витальевич Коротаев) (n. 17 februarie 1961) este un antropolog, istoric și economist rus. El este directorul Centrului pentru Orientul Apropiat de la Moscova. Opera sa explorează teme filozofice, speculații asupra tehnologiei, natura inteligenței, locul omenirii în Univers.

## Principalele contribuții
Principalele contribuții de Andrei Korotaïev aparțin la trei domenii:
- Istoria socială din Yemen[2]  și originile Islamului.[3] O contribuție deosebită a fost făcută de el în acest domeniu de detectare a principalelor tendințe de dezvoltare a culturii yemenite, prin aplicarea unor metode cantitative pentru analiza surselor epigrafice. El a avut contribuții importante la studiul istoriei din Orientul Mijlociu.
- Studii interculturale.[4]
- Modelarea matematică a dinamicii sociale, economice și istorice.[5] El a detectat, de asemenea, unde lungi în dinamica la nivel mondial de invenții. Arhivat în 18 februarie 2020, la Wayback Machine.
- El este, de asemenea, cunoscut pentru teoria sa a evoluției sociale.[6]

## Lucrări publicate
Dintre volumele apărute sub semnătura lui:
- Andrey Korotayev. Ancient Yemen. Oxford: Oxford University Press, 1995.  ISBN 0-19-922237-1.
- Andrey Korotayev. Pre-Islamic Yemen. Wiesbaden: Harrassowitz Verlag, 1996. ISBN 3-447-03679-6.
- Andrey Korotayev. World Religions and Social Evolution of the Old World Oikumene Civilizations: A Cross-cultural Perspective. New York: Edwin Mellen Press, 2004.
- Korotayev A., Malkov A., Khaltourina D. Introduction to Social Macrodynamics: Secular Cycles and Millennial Trends. Moscow: URSS, 2006.
- Korotayev Α., Malkov Α., Khaltourina D. Introduction to Social Macrodynamics: Secular Cycles and Millennial Trends. Moscow: URSS, 2006.
- Korotayev Α. & Khaltourina D. Introduction to Social Macrodynamics: Secular Cycles and Millennial Trends in Africa. Moscow: URSS, 2006.
- A. Markov, & A. Korotayev (2007) «Phanerozoic marine biodiversity follows a hyperbolic trend» Palaeoworld 16/4: 311-318.
- Korotayev, Andrey V., & Tsirel, Sergey V. (2010). A Spectral Analysis of World GDP Dynamics: Kondratieff Waves, Kuznets Swings, Juglar and Kitchin Cycles in Global Economic Development, and the 2008–2009 Economic Crisis. Structure and Dynamics. Vol.4. #1. P.3-57.
- Andrey Korotayev, Julia Zinkina. Egyptian Revolution: A Demographic Structural Analysis. Entelequia. Revista Interdisciplinar 13 (2011): 139-165.
- A Trap At The Escape From The Trap? Demographic-Structural Factors of Political Instability in Modern Africa and West Asia. Cliodynamics 2/2 (2011): 1-28.
- Malkov, Artemy; Zinkina, Julia; Korotayev, Andrey (2012). „The origins of dragon-kings and their occurrence in society”. Physica A: Statistical Mechanics and its Applications. 391 (21): 5215. doi:10.1016/j.physa.2012.05.045..